# 游定夫祠
游定夫祠，位于中国福建省南平市延平区南山镇凤池村，为一个省级文物保护单位，类型为古建筑，为第四批福建省文物保护单位，公布时间为1996年9月2日。
游定夫祠始建于元延祐三年，由游酢九世孙游以仁建。明清时四次重修，现存建筑为清道光十七年（1837年）所建。